# باشگاه فوتبال اسپارتاک ولادی‌قفقاز
باشگاه فوتبال اسپارتاک ولادی‌قفقاز (روسی: Футбольный клуб «Спартак» Владикавказ) یک باشگاه فوتبال در شهر ولادی‌قفقاز، اوستیای شمالی-آلانیا است.
این باشگاه که در سال ۱۹۲۱ تاسیس شده سابقه یک قهرمانی در لیگ برتر فوتبال روسیه ۱۹۹۵ و یک نایب قهرمانی در جام حذفی فوتبال روسیه ۲۰۱۰-۲۰۱۱ را در کارنامه دارد.